# Ley que regula el uso, preservación, desarrollo, recuperación, fomento y difusión de las lenguas originarias del Perú
La Ley que regula el uso, preservación, desarrollo, recuperación, fomento y difusión de las lenguas originarias del Perú  o, según su numeración ley n.° 29735, promulgada el 5 de julio de 2011. Esta ley reconoce la importancia de las lenguas indígenas como parte del patrimonio cultural del país y busca garantizar su protección y promoción. En julio de 2016 el Gobierno aprobó el Reglamento de la ley mediante Decreto Supremo N.º 015-2019.

## Antecedentes
En mayo de 1975, se presentó la primera propuesta oficial para reconocer como lengua oficial una lengua distinta al castellano. Asimismo, el decreto ley n.° 21156 tuvo en cuenta la importancia histórica y actual del idioma quechua, el cual ha sido utilizado como medio de comunicación entre muchas comunidades. 
En el censo nacional de 2007 se encontró que alrededor de 4'045,713 peruanos y peruanas hablan al menos una de las 47 lenguas indígenas del Perú. Es por ello que esta iniciativa busca promover el uso de las lenguas indígenas u originarias tanto en el ámbito público como privado, y garantizar los derechos lingüísticos de quienes las hablan. 

## Contexto
La Ley tiene como objetivo definir los derechos y garantías individuales y colectivas relacionadas con el lenguaje, establecidos en el artículo 48 de la Constitución Política del Perú. Todas las lenguas originarias son expresiones de identidades colectivas y formas únicas de concebir y describir la realidad, por lo tanto, se les brindan las condiciones necesarias para su preservación y desarrollo en todas las áreas.
El docente y lingüista de la Universidad Nacional Mayor de San Marcos (UNMSM), Pedro Falcón, señala que todas las lenguas son igualmente valiosas y están influenciadas por factores socioculturales. Además la lingüista y docente del Departamento de Humanidades de la PUCP, Virginia Zavala, comentó que el problema radica en que la distinción entre "hablar bien" y "hablar mal" se relaciona con la raza. Esto afecta no solo a aquellos que hablan una lengua originaria y no tienen el español como lengua materna, sino también a aquellos que no dominan la variedad estándar o la forma "ideal" de hablar español.

## Contenido
La norma que busca preservar y promover las lenguas originarias, está compuesto por seis capítulos, 24 artículos y disposiciones complementarias.
- Capítulo I Disposiciones generales (artículos 1, 2, 3 y 4)
- Capítulo II Mapa Etnolingüístico del Perú (artículos 5, 6, 7 y 8)
- Capítulo III Idiomas oficiales (artículos 9 y 10)
- Capítulo IV Promoción, conservación, recuperación y uso de las lenguas originarias del Perú (artículos11, 12, 13, 14, 15, 16, 17, 18, 19 y 20)
- Capítulo V Normalización lingüística (artículo 21)
- Capítulo VI Lenguas originarias en la educación intercultural bilingüe (artículos 22, 23 y 24)